# Virginie Lucot-Avril
Pour les articles homonymes, voir Avril et Lucot.
Virginie Lucot-Avril est une femme politique française née le 26 juin 1974.

## Biographie
À la suite de la nomination d'Agnès Canayer au gouvernement, Virginie Lucot-Avril devient sénatrice de la Seine-Maritime et annonce démissionner de son mandat de maire d'Aumale, qu'elle exerçait depuis 2010,. À l'occasion du vote de la motion de censure renversant le gouvernement Barnier, Agnès Canayer retrouve son siège de sénatrice. Dès lors, le 24 janvier 2025, trois mois après sa nomination, le mandat de Virginie Lucot-Avril prend fin.

## Mandats nationaux
- Sénatrice de la Seine-Maritime. (2024 →2025 ).

## Mandats locaux
- Conseillère générale d'Aumale (2011 → 2015).
- Conseillère départementale de Gournay-en-Bray (2015 → ).
- Vice-présidente du conseil départemental de la Seine-Maritime (2015 → ).
- Présidente de la communauté de communes du canton d'Aumale (2008 → 2016).
- Vice-présidente de la communauté de communes interrégionale Aumale - Blangy-sur-Bresle (2017 → ).